# MW42-43-44-45
De motorwagens uit de reeksen 42 tot 45 zijn voormalige motorwagens van de NMBS die in de jaren 50 in dienst gekomen waren voor secundaire lijnen. Daar vervingen ze stoomtreinen.

## Literatuur

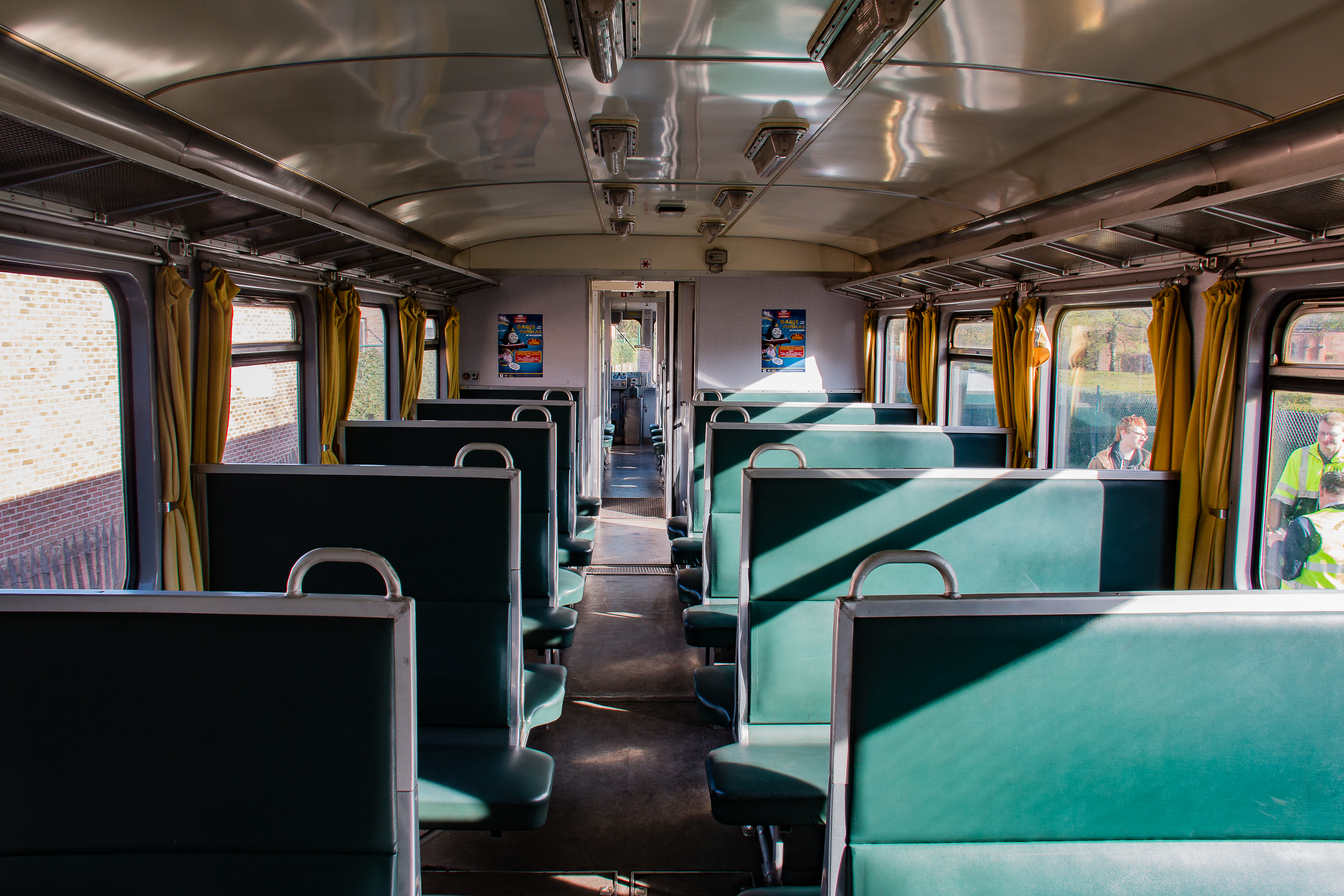
Het interieur van een MW44.

## Bewaarde motorrijtuigen
| Nummer | Bij                          | Opmerking                                                                                               | Afbeelding |
| ------ | ---------------------------- | --- | ---------- |
| 4302   | Stoomtrein Dendermonde-Puurs | Niet rijvaardige toestand                                                                               |            |
| 4304   | NMBS                         | Voertuig stond enkele jaren geleden in een slechte toestand in Bertrix, Deze is uiteindelijk verschroot |            |
| 4333   | TSP/PFT                      | rijvaardig                                                                                              |            |
| 4403   | Stoomcentrum Maldegem        | rijvaardig                                                                                              |            |
| 4405   | Stoomcentrum Maldegem        | Niet rijvaardige toestand                                                                               |            |
| 4407   | CFV3V                        | rijvaardig                                                                                              |            |
| 4506   | TSP/PFT                      | rijvaardig                                                                                              |            |